# Puchar Świata w narciarstwie alpejskim 1984/1985
Sezon 1984/1985 Pucharu Świata w narciarstwie alpejskim rozpoczął się 1 grudnia 1984 we włoskim Courmayeur, a zakończył 23 marca 1985 w amerykańskim Heavenly Valley. Była to 19. edycja pucharowej rywalizacji. Rozegrano 33 konkurencje dla kobiet (8 zjazdów, 8 slalomów gigantów, 3 supergiganty, 10 slalomów specjalnych i 4 kombinacje) i 36 konkurencji dla mężczyzn (10 zjazdów, 6 slalomów gigantów, 5 supergigantów, 10 slalomów specjalnych i 5 kombinacji).
Puchar Narodów (łącznie) zdobyła reprezentacja Szwajcarii, wyprzedzając Austrię i RFN.

## Puchar Świata w narciarstwie alpejskim kobiet
Wśród kobiet najlepszą zawodniczką okazała się Szwajcarka Michaela Figini, która zdobyła 259 punktów, wyprzedzając swoje rodaczki Brigitte Oertli i Marię Walliser.
W poszczególnych klasyfikacjach tryumfowały:
- Michaela Figini – zjazd
- Erika Hess – slalom
- Michaela Figini i  Marina Kiehl – slalom gigant razem z supergigantem
- Brigitte Oertli – kombinacja

## Puchar Świata w narciarstwie alpejskim mężczyzn
Wśród mężczyzn najlepszym zawodnikiem okazał się reprezentant Luksemburga Marc Girardelli, który zdobył 262 punkty, wyprzedzając Szwajcara Pirmina Zurbriggena i Andreasa Wenzla z Liechtensteinu.
W poszczególnych klasyfikacjach tryumfowali:
- Helmut Höflehner– zjazd
- Marc Girardelli – slalom
- Marc Girardelli – slalom gigant razem z supergigantem
- Andreas Wenzel – kombinacja

## Puchar Narodów (kobiety + mężczyźni)
- 1.  Szwajcaria – 3018 pkt
- 2.  Austria – 1383 pkt
- 3.  RFN – 1011 pkt
- 4.  Włochy – 892 pkt
- 5.  Francja – 593 pkt